# スーパースター・8☆逃げろ!
『スーパースター・8☆逃げろ!』（スーパースター・エイト にげろ）は、1972年10月3日から同年11月14日まで日本テレビ系列局で放送されていた日本テレビ製作の教養バラエティ番組である。全7回。放送時間は毎週火曜 20:00 - 20:55 （日本標準時）。

## 概要
世界初の8ミリによる教養娯楽番組。8ミリの機能性と経済性をフルに生かし、全編海外ロケでの制作を行っていた。内容はレギュラー出演者の藤村俊二が逃げ、それを各回のゲストが追うスラップスティック・コメディ仕立てのもので、世界の珍獣や風習なども併せて紹介していた。
『ゲバゲバ90分!』シリーズのスタッフが制作したが、全13回の予定が7回で打ち切られた。ちなみに打ち切り決定時にはイタリアで萩本欽一をゲストに迎えてのロケを行っている最中だったが、ディレクターを務めていた齋藤太朗の意向により、萩本には打ち切りの事実を告げずにロケを続行した。いつかは放送されるかもしれないと、編集まで済ませたという。

## 出演者

### 逃げ手
- 藤村俊二

### 追っ手・ゲスト
- 大橋巨泉（第1回）
- 愛川欽也（第1回）
- 石立鉄男（第1回）
- 萩本欽一（第1回）
- 杉浦直樹（第2回）
- 宍戸錠（第3回）
- 前田吟（第4回）
- 山本瞳（第4回）
- 谷隼人（第5回）
- 松岡きっこ（第5回）
- アンジェラ・ディローン（第5回）
- 小松方正（第6回）
- ボニータ・パスタ（第6回）
- 酒井修（第7回）
- アンとメリー（第7回）

### ナレーター
- 八代英太
- 大橋巨泉
- 愛川欽也
- 無着成恭
- 大平透
- うつみみどり（後のうつみ宮土理）

## スタッフ
- 脚本：雪室俊一、井上ひさし ほか
- 演出：瀬川昌治 ほか
- プロデューサー：井原高忠

## 放送内容
| 回 | 放送日 （1972年） | サブタイトル                       |
| -- | ----------------- | ---------------------------------- |
| 1  | 10月3日           | オープニング・ショー               |
| 2  | 10月10日          | ねんねんころりフラメンコ           |
| 3  | 10月17日          | 北欧の夜はイテテテテ               |
| 4  | 10月24日          | 男はつらいよウシュクダラ           |
| 5  | 10月31日          | アパッチ、コマンチ、大ピンチ！     |
| 6  | 11月7日           | ギャング・スモッグ・ニューヨーク！ |
| 7  | 11月14日          | カニのフンドシ作戦                 |

参考：『読売新聞縮刷版』読売新聞社、1972年10月3日 - 11月14日付のラジオ・テレビ欄。